# Curiosidade

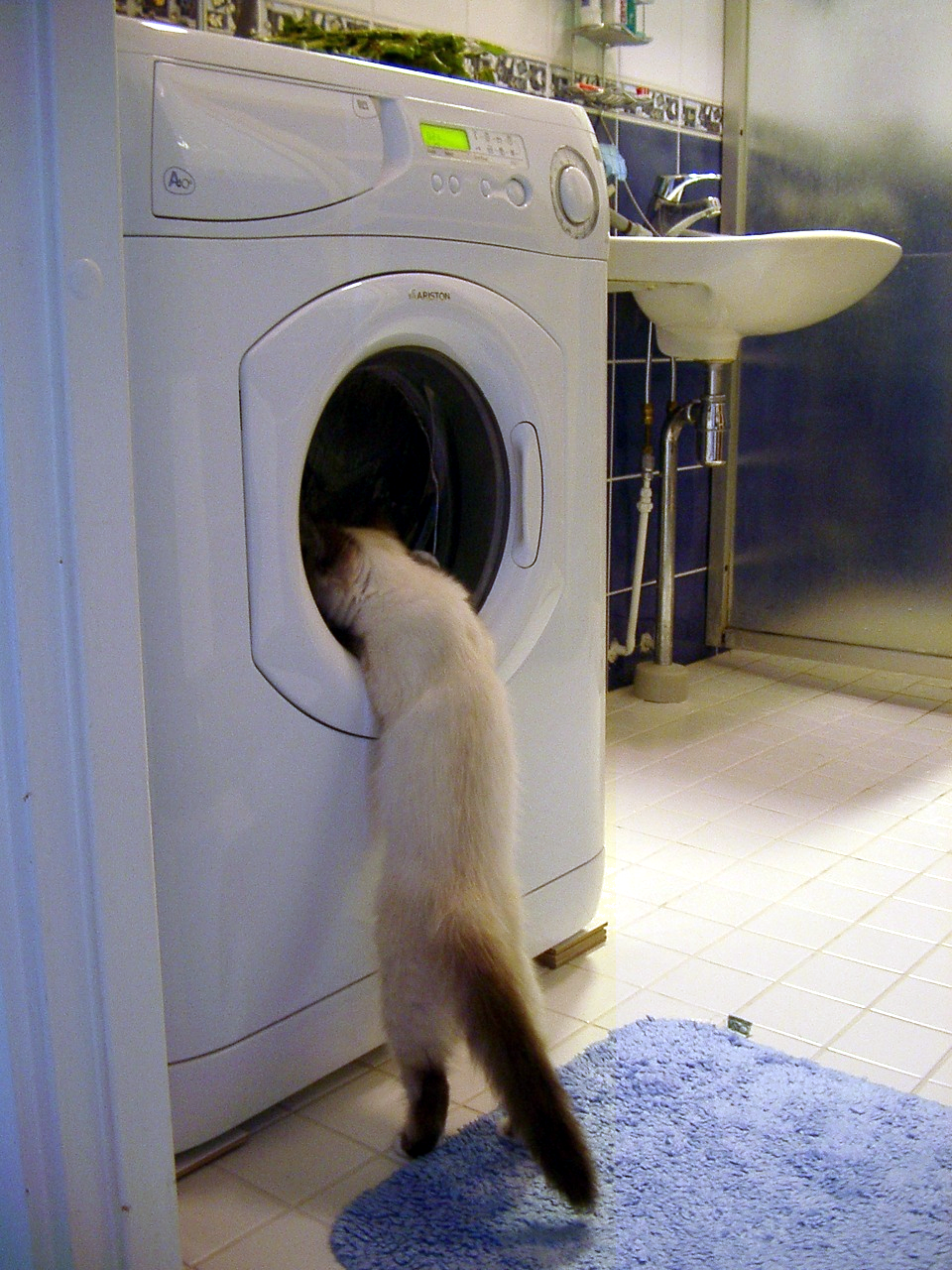
Gato demonstrando curiosidade na máquina de lavar

A curiosidade é a capacidade natural e inata da inquiribilidade, evidente pela observação de muitas espécies animais, e no aspecto dos seres vivos que engendra a exploração, a investigação e o aprendizado. A curiosidade faz parte do instinto humano, pois faz com que um ser explore o universo ao seu redor compilando novas informações as que já possui. Também se designa desse modo qualquer informação pitoresca. Em particular, muitos observadores pensam que a curiosidade é um tipo especial da categoria mais ampla: busca de informação.

## Descrições clássicas
O filósofo e psicólogo William  James chamou a curiosidade "o impulso para uma melhor cognição", o que significa que é o desejo de entender o que você sabe que não conhece. Ele observou que, em crianças, os leva a objetos de romance, qualidades sensacionais - o que é "brilhante, vívido, surpreendente". Esta primeira definição de curiosidade, disse ele, mais tarde dá lugar a uma "forma mais alta e mais intelectual" - um impulso para um conhecimento científico e filosófico mais completo. Os psicólogos-educadores G. Stanley Hall e Theodate L. Smith (1903) foram pioneiros em alguns dos primeiros trabalhos experimentais sobre o desenvolvimento da curiosidade, coletando questionários e biografias infantis das mães sobre o desenvolvimento de interesse e curiosidade. A história dos estudos de curiosidade animal é quase tão longa quanto a história do estudo da curiosidade humana. Ivan Pavlov, por exemplo, escreveu sobre o comportamento de orientação espontânea em cães a estímulos novos (que ele chamou de "O que é?" reflexo) Como uma forma de curiosidade. Em meados do século XX, o comportamento exploratório em animais começou a fascinar psicólogos, em parte devido ao desafio de integrá-lo em abordagens behavioristas rigorosas. Alguns behavioristas contaram a curiosidade como um impulso básico, renunciando efetivamente a fornecer uma causa direta. Este estratagema se mostrou útil mesmo quando o behaviorismo declinou em popularidade. Por exemplo, essa visão foi realizada por Harry Harlow, o psicólogo conhecido por demonstrar que os macacos rhesus infantis preferem a companhia de uma mãe substitutiva macia sobre uma mãe de arame nua. Harlow se referiu à curiosidade como um impulso básico por si só - um "motivo manipulador" - que impulsiona os organismos a se engajar em um comportamento de resolução de quebra-cabeças que não envolvesse recompensa tangível 

## A evolução da curiosidade
A informação permite escolhas melhores, pesquisa mais eficiente e comparações mais sofisticadas. A aquisição de informações é o principal objetivo evolutivo dos órgãos dos sentidos. Deste modo, é possível afirmar que a curiosidade foi  e continua sendo um dos principais impulsionadores da evolução humana ao longo da história.
Pesquisas indicam que nossa sociedade somente atingiu os patamares atuais em relação à organização em decorrência da atuação conjunta da curiosidade coletiva.

## Tipos
Existem vários tipos diferentes de curiosidade. O psicólogo Daniel Berlyne distinguiu entre os tipos de curiosidade mais comummente exibidos por humanos e não humanos ao longo de duas dimensões: perceptual versus epistêmica, e específico versus diversivo. A curiosidade perceptiva refere-se à força motriz que motiva os organismos a buscar novos estímulos, o que diminui com a exposição contínua. É o principal motor do comportamento exploratório em animais não humanos e potencialmente também crianças humanas, bem como uma possível força motriz da exploração de adultos humanos. A curiosidade perceptual oposta era a curiosidade epistêmica, pode ser descrita um impulso visando "não só obter acesso a estimulação com informação, capaz de dissipar incertezas do momento, mas também adquirir conhecimento". A curiosidade epistêmica, pode ser dito como se aplicando predominantemente aos seres humanos, distinguindo assim a curiosidade dos humanos da de outras espécies.